# ITV (azienda)
ITV plc è una società britannica operante nell'ambito dei media e della comunicazione, specializzata principalmente nella produzione e distribuzione televisiva oltre che nella produzione e distribuzione cinematografica. Possiede 13 dei 15 canali televisivi regionali che compongono la rete ITV, la più antica e grande rete televisiva terrestre commerciale del Regno Unito.
Trasmette il terzo canale terrestre generalista della televisione britannica (ITV) e cinque canali sulla Televisione Digitale Terrestre e sul satellite (ITV2, ITV3, ITV4, ITVBe e CITV).
ITV ha anche sviluppato un canale gratuito in alta definizione per gli utenti della televisione via cavo, in concorrenza con le trasmissioni sperimentali di BBC HD, in onda sul satellite e sulla televisione digitale terrestre nella zona di Londra.
Da novembre 2006 vanno in onda sul satellite anche i canali timeshift ITV2+1 e ITV3+1, che ritrasmettono i palinsesti di ITV2 e ITV3 un'ora dopo.

## Storia
La società è nata nel 2004, quando Granada plc ha rilevato Carlton Communications. Granada ha acquisito una partecipazione di controllo del 68% della società di nuova costituzione, mentre Carlton ha mantenuto il 32% delle azioni rimanenti.
Ha iniziato la sua attività il 2 febbraio 2004. Questa è stata la fase più recente di un lungo processo di fusioni tra i canali regionali originali di ITV.
Nel 2009, ha acquisito il restante 25% di Breakfast, da The Walt Disney Company. Nel 2015 ha acquisito UTV per 100 milioni di sterline, con la proprietà di quest'ultima trasferita ad ITV in data 29 febbraio 2016.
Dall'ottobre 2017, attraverso la sua controllata ITV Studios, acquisisce il 51% di Cattleya, diventando così primo azionista della società.  Cattleya è azionista di Vision Distribution, una società di distribuzione cinematografica italiana fondata nel 2016 con Sky Italia, Wildside (controllata da Fremantle), Lucisano Media Group, Palomar e Indiana Production.

## Canali
Canali interamente di proprietà della sua controllata ITV Digital Channels:
- ITV
- ITV2
- ITV3
- ITV4
- ITVBe
- CITV
- ITV HD